# SunOS
SunOS fue la versión del sistema operativo derivado de Unix y BSD desarrollado por Sun Microsystems para sus estaciones de trabajo y servidores hasta el principio de los años 1990. Ésta estaba basada en los UNIX BSD con algunos añadidos de los System V UNIX en versiones posteriores.
SunOS 1.0 estaba basada básicamente en BSD 4.1 y se publicó en 1982. SunOS 2.0, que salió en 1985, usaba BSD 4.2 como una base e introducía una capa de sistema de ficheros virtual (VFS) y el protocolo NFS. SunOS 3.0 coincidía con el lanzamiento de la serie Sun-3 en 1986 e incorporaba varias utilidades de System V. SunOS 4.0, que salió en 1989, migró a la base de BSD 4.3, introdujo un nuevo sistema de memoria virtual, enlazamiento dinámico y una implementación de la arquitectura System V STREAMS I/O.
SunOS 5.0 y las versiones posteriores están basadas en UNIX System V Release 4, y han sido conocidas con el nombre comercial de "Solaris". Aún en 2010, el núcleo de los sistemas Solaris 10 y OpenSolaris (la versión libre) conserva internamente el nombre "SunOS 5.10" y Solaris 5.11, respectivamente.

## Historia
SunOS 1 y 2 soportaban la serie Sun-2. SunOS 3 soportaba los sistemas de las series Sun-2 y Sun-3; hubo una release preliminar Sun-4 de SunOS 3.2. SunOS 4 soportaba las arquitecturas Sun-2 (hasta la release 4.0.3), Sun-3(hasta 4.1.1), Sun386i (4.0, 4.0.1 y 4.0.2 únicamente) y Sun-4.
Al principio de los años 90 Sun reemplazó el derivado de BSD SunOS 4 con una versión de UNIX System V Release 4, que ellos llamaron Solaris 2. SunOS 4 fue entonces retroactivamente llamada "Solaris 1" en el formato de marketing de Sun.
La última release de SunOS 4 fue la 4.1.4 (Solaris 1.1.2) en 1994. Soportaba SMP en algunas máquinas, pero solo una CPU al mismo tiempo podía ejecutarse en el núcleo. Las arquitecturas Sun-4, Sun-4c y Sun-4m están soportadas en la 4.1.4, Sun-4d y Sun-4u no están soportadas.
Entornos GUI de las más tempranas versiones de SunOS incluían SunTools (más tarde SunView) y NeWS. En 1989, Sun sacó OpenWindows un entorno basado en X11 que también soportaba las aplicaciones SunView y NeWS. Este se convirtió en la GUI de SunOS por defecto en Solaris& 1.0 (SunOS 4.1.1). Solaris 2.5 introdujo el escritorio CDE.
Confusamente, el núcleo del sistema operativo Solaris (Solaris 2 en adelante) se identifica como SunOS 5.x a pesar de sus muy diferentes orígenes comparados con anteriores versiones de SunOS.

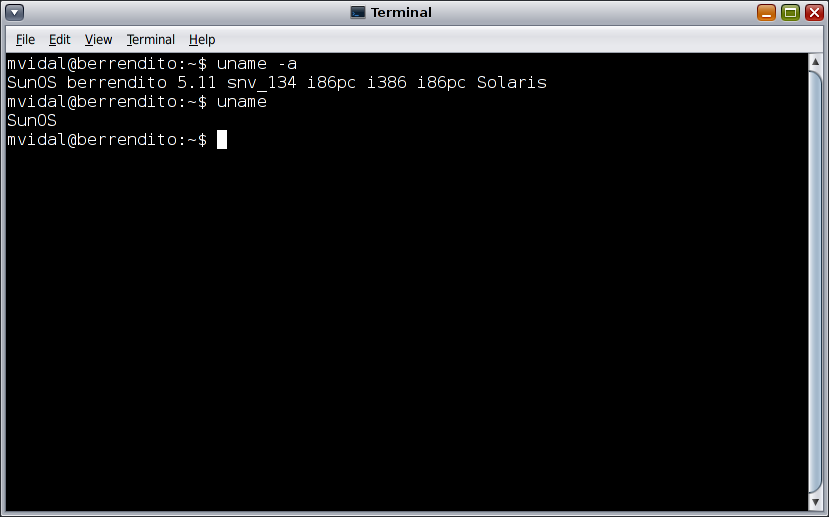
La salida de la versión del kernel OpenSolaris de 2010 muestra SunOS 5.11.

La versión menor de SunOS 5 incluida en las versiones de Solaris se corresponde al menor (hasta la Solaris 2.6) o mayor (Solaris 7 en adelante) número de versión de Solaris. Por ejemplo, Solaris 2.4 incorporaba SunOS 5.4 y la última versión de Solaris, Solaris 10, corre con SunOS 5.10. Por su parte, OpenSolaris es SunOS 5.11 (futuro Solaris 11). Las páginas man de Solaris están etiquetadas con SunOS, y la secuencia de arranque lo muestra por pantalla, así como la versión del kernel, pero el término "SunOS" ya no se usa en los documentos de marketing de Sun.

### Versiones
| Versión de SunOS | Fecha de salida    | Código base                   | Descripción |
| ---------------- | ------------------ | ----------------------------- | --- |
| Sun UNIX 0.7     | 1982               | UniSoft UNIX v7               | Combinado con el sistema Sun-1 basado en 68000                                                                                       |
| SunOS 1.0        | 1983               | 4.1BSD                        | Incluye soporte para los sistemas Sun-1 and Sun-2 basados en 68010                                                                   |
| SunOS 1.1        | Abril de 1984      | 4.1BSD                        | |
| SunOS 1.2        | Enero de 1985      | 4.1BSD                        | |
| SunOS 2.0        | Mayo de 1985       | 4.2BSD                        | Introdujo la capa del VFS y el protocolo NFS.                                                                                        |
| SunOS 3.0        | Febrero de 1986    | 4.2BSD + System V IPC         | Coincidió con el lanzamiento de la serie Sun-3 basada en 68020. Cinta de System V opcional con utilidades y librerías de desarrollo. |
| SunOS 3.2        | Septiembre de 1986 | SunOS 3.0 con cosas de 4.3BSD | Primero en tener soporte para la serie Sun-4.                                                                                        |
| SunOS 3.5        | Enero de 1988      | SunOS 3.0 con cosas de 4.3BSD | |
| SunOS 4.0        | Diciembre de 1988  | 4.3BSD con System V IPC       | Nuevos sistemas de memoria virtual, enlazado dinámico y STREAMS E/S de System V. Soporte para Sun386i.                               |
| SunOS 4.0.1      | 1988               | 4.3BSD con System V IPC       | |
| SunOS 4.0.2      | Septiembre de 1989 | 4.3BSD con System V IPC       | Sólo Sun386i |
| SunOS 4.0.3      | Mayo de 1989       | 4.3BSD con System V IPC       | |
| SunOS 4.0.3c     | Junio de 1989      | 4.3BSD con System V IPC       | Sólo SPARCstation 1 (Sun-4c) |
| SunOS 4.1        | Marzo de 1990      | 4.3BSD con System V IPC       | |
| SunOS 4.1e       | Abril de 1991      | 4.3BSD con System V IPC       | Sólo Sun-4e |
| SunOS 4.1.1      | Marzo de 1990      | 4.3BSD con System V IPC       | Mezclado con OpenWindows 2.0 |
| SunOS 4.1.1B     | Febrero de 1991    | 4.3BSD con System V IPC       | |
| SunOS 4.1.1.1    | Julio de 1991      | 4.3BSD con System V IPC       | |
| SunOS 4.1.1_U1   | Noviembre de 1991  | 4.3BSD con System V IPC       | Sólo Sun-3/3x |
| SunOS 4.1.2      | Diciembre de 1991  | 4.3BSD con System V IPC       | Suporte para sistemas multiprocesador (SPARCserver 600MP); primer lanzamiento sólo en CD-ROM.                                        |
| SunOS 4.1.3      | Aug 1992           | 4.3BSD con System V IPC       | |
| SunOS 4.1.3C     | Noviembre de 1993  | 4.3BSD con System V IPC       | Sólo SPARCclassic/SPARCstation LX |
| SunOS 4.1.3_U1   | Diciembre de 1993  | 4.3BSD con System V IPC       | |
| SunOS 4.1.3_U1B  | Febrero de 1994    | 4.3BSD con System V IPC       | La versión más antigua para la cual estuvieron disponibles parches para el efecto 2000.                                              |
| SunOS 4.1.4      | Noviembre de 1994  | 4.3BSD con System V IPC       | Última versión de SunOS 4 |
| SunOS 5.x        | Jun. 1996 -        | SVR4                          | Véase artículo Solaris y OpenSolaris                                                                                                 |